# Kontemplace
Kontemplace (z lat. contemplatio) je nejvyšší stupeň modlitby; stav přímého patření na Boha člověkem, přemýšlení nebo přemýšlení (myslí) nad osobou individuálem důležitým či nijak, nakolik je to v tomto životě možné; „nazírání“. 
Mimo křesťanství se paralelní jevy (tj. soustředění, jehož předmětem není nic jednotlivého ve světě) zpravidla označují ne jako kontemplace, nýbrž jako meditace; v křesťanství ovšem výraz "meditace" znamená spíše soustředění na konkrétní téma a jeho diskurzivní promýšlení.

## Kontemplace v řeckém prostředí
Náznaky kontemplace tak, jak je později pojímána a praktikována v křesťanství, lze vidět již v řecké filosofii, zejména v platónismu a novoplatónismu (především Plótínos), kdy je označována zejména pojmem theória (θεωρια). Řecká theória však není totožná s křesťanskou kontemplací pro níže uvedené důvody.

## Kontemplace v křesťanství
V křesťanském prostředí je kontemplace chápána jako účast na vnitřním životě Nejsvětější Trojice, tzn. na vztazích tří osob Boha a na jejich vzájemném poznávání. Tato účast člověka na vnitřním životě Boha není způsobena nějakou duchovní metodou či cvičením, ale přijetím svobodného Božího pozvání k takovému sdílení a k takovémuto participačnímu vztahu. Základem pro kontemplaci člověka je křestní milost, tzn. milost, již přijme při svátostném křtu.
Kontemplace je vnímána jako nejvyšší stupeň modlitby po předchozí afektivní a rozjímavé formě modlitby. Pravdou však je, že kontemplace je díky křestní milosti přítomna vždy, avšak cestou modlitby dochází díky Božímu svobodnému působení a lidské spolupráci (disponování) k jejímu rozvíjení do vrcholných stavů.
Mezi nejvýznamnější křesťanské postavy pojednávající o kontemplaci lze zařadit z patristiky mj. Pseudo-Dionysia Areopagitu (O mystické teologii), Řehoře z Nyssy (Život Mojžíšův), ze středověku Tomáše Akvinského, rýnské (Mistr Eckhart ad.) a viktorínské (Richard ze Svatého Viktora) mystiky, z pozdějšího období zejména sv. Jana od Kříže a sv. Terezii z Avily ad.

## Kontemplace v judaismu
V rámci judaismu se pro kontemplaci používá hebrejské slovo hitbonenut (הִתְבּוֹנְנוּת), jež se v moderní hebrejštině běžně užívá ve smyslu „náhled“. Samotné slovo je však ve skutečnosti ve zvratném slovesném tvaru a obsahuje v sobě slovesný kořen, jenž je zapisován písmeny vet-jod-nun (בין). Tento kořen má v biblické hebrejštině tyto významy: „rozumět, mít rozum, být rozumný, pochopit, mít porozumění, přijmout s porozuměním, vyznat se“. Slovo hitbonenut proto doslova znamená „činění se chápajícím“ a v náboženském pojetí tohoto stavu člověk dosahuje tehdy, když si ve své mysli něco konkrétního a k tomu vhodného oddělí za tím účelem, aby se zabýval zkoumáním toho sama o sobě. „Člověk pak na to nahlíží jako na oddělené od všech ostatních věcí světa a nechá si tím zcela zaplnit mysl.“
Například pro jednoho pisatele biblického žalmu byl takovou vhodnou věcí pro kontemplaci jistý druh micvot (přikázání), jimž se souhrnně říká edot (עֵדוֹת, svědectví). Skrze kontemplaci nad konkrétním přikázáním typu svědectví (hebrejsky eda, עֵדָה) byl žalmista schopen pochopit jeho rozsah a skutečný význam. Smyslem hitbonenut však není, aby člověk setrvával na dosaženém pochopení jedné věci, ale aby byl, jak uvádí Talmud, schopen „z jedné věci usuzovat na jinou“. Tzn. že skrze kontemplaci „staví na předmětu svého nazírání a užívá ho jako odrazového můstku k vyšším stavům vědomí“.